# 西贝蒂沃
西贝蒂沃（荷蘭語：West Betuwe）是荷兰海尔德兰省西南部的一个市镇。该市镇于2019年1月1日由前市镇海尔德马尔森、内赖嫩和灵厄瓦尔合并而成。
2019年1月1日，西贝蒂沃有50661名居民。 